# Paul Emile Biyaga
Paul Emile Biyaga (Mbang, 24 luglio 1987) è un ex calciatore camerunese, di ruolo attaccante.

## Carriera
Ha giocato nella prima divisione dei campionati algerino, vietnamita e bengalese.

## Palmarès

### Club

#### Competizioni nazionali
- Campionato algerino: 1

ASO Chlef: 2010-2011

### Individuale
- Capocannoniere dell'Independence Cup: 1

2018 (4 reti)